# Агамові
Ага́мові (Agamidae) — родина ящірок, за традиційною класифікацію — частина підряду Lacertilia, за сучасною кладистичною — інфраряду Iguania. Викопні агамові відомі починаючи з еоцену (Європа).

## Опис
Родина об'єднує понад 30 родів з більше як 290 видами. Агамові дуже різноманітні за розмірами (від кількох см майже до 1 м) і зовнішнім виглядом, але всі мають добре розвинені ноги і неламкий хвіст. У наземних агамових тулуб сплюснутий, у деревних — стиснутий з боків. Характерними є прирослі до щелепних кісток зверху (акродонтні) зуби.

## Біотоп
Серед агамових багато пустельних видів та жителів тропічних лісів. Є гірські форми агамових, що піднімаються вище 5000 м над рівнем моря.

## Харчування
Живляться комахами та іншими безхребетними, деякі — рослиноїдні.

## Поведінка
Деякі види мають химерний вигляд (молох, шипохвіст, парусна ящірка, літаючий дракон) або набирають його у збудженому стані, роздуваючи горло, складки шкіри в кутах рота тощо (бородата і плащоносна ящірки, круглоголовки та ін.). Багато агамових можуть швидко змінювати забарвлення.

## Поширення
Поширені в Південно-Східній Європі, Африці (окрім Мадагаскару), Центральній та Південній Азії, Австралії, на Новій Гвінеї та багатьох островах Тихого океану.

## Класифікація
Виділяють 6 підродин, які об'єднують близько 50 родів і понад 350 видів.
- Підродина Uromastycinae
  - Рід шипохвости (Uromastix)
- Підродина Leiolepidinae
  - Рід Агами-метелики (Leiolepis)
- Підродина Amphibolurinae — включає австралійські і новогвінейські роди
- Підродина Hydrosaurinae
  - Рід Парусні ящірки (Hydrosaurus)
- Підродина Draconinae — включає роди, що мешкають в Південній та Південно-Східній Азії
- Підродина Agaminae — включає африканські, азійські і європейські роди.